# Arrhytmus rugosipennis
Arrhytmus rugosipennis là một loài bọ cánh cứng trong họ Cerambycidae.